# Tres Ríos de Kiso

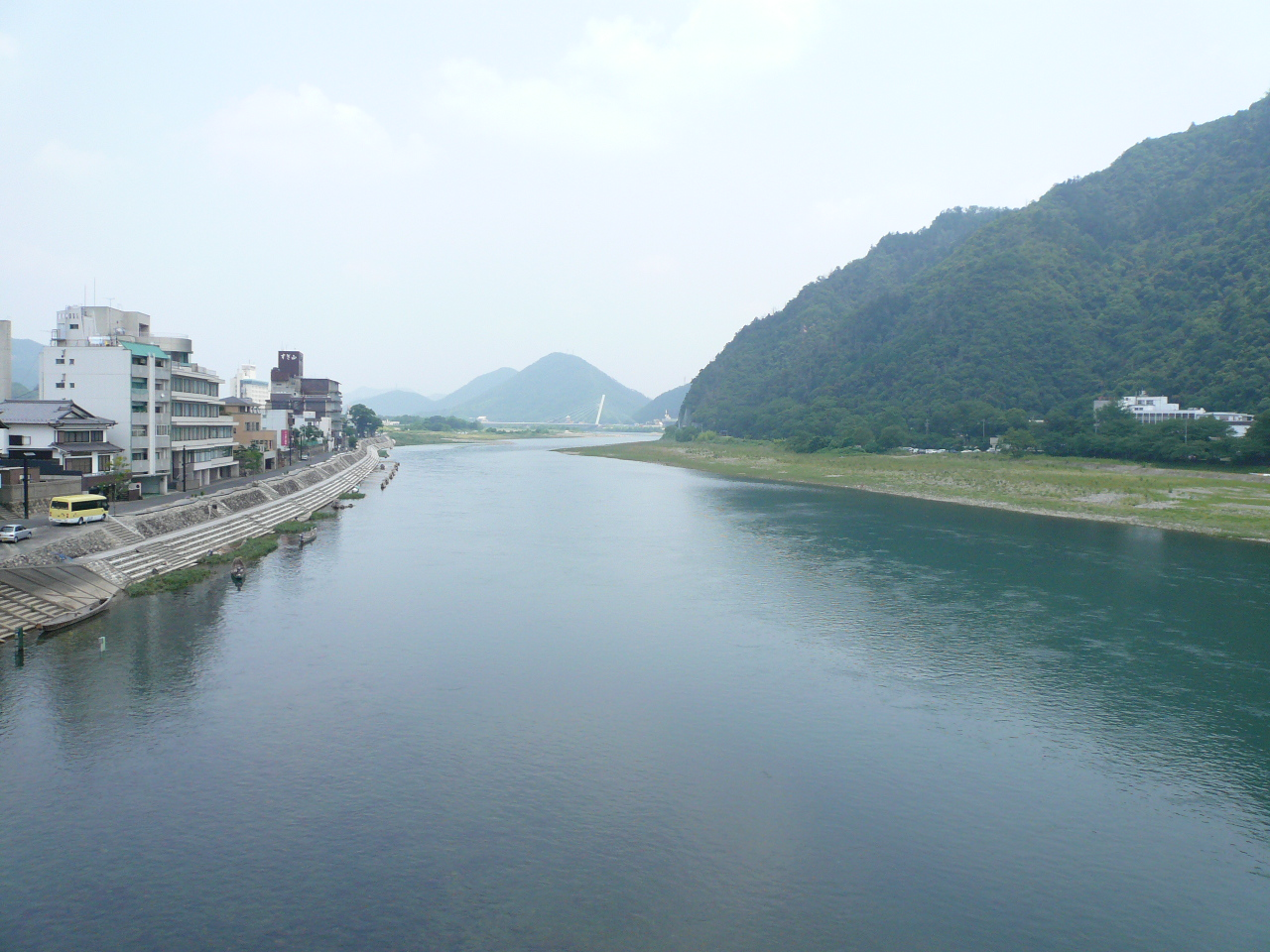
El río Nagara bordeando Gifu.

Los Tres Ríos de Kiso (木曽三川 Kiso Sansen?), también llamados los Tres Ríos de Nōbi (濃尾三川 Nōbi Sansen?), están compuestos por los tres mayores ríos de la llanura de Nōbi en Japón. Esta es una llanura aluvial creada por la acción erosiva de este conjunto de ríos. Los tres ríos son: Kiso, Ibi y Nagara, siendo el más importante el río Kiso.

## Caudal

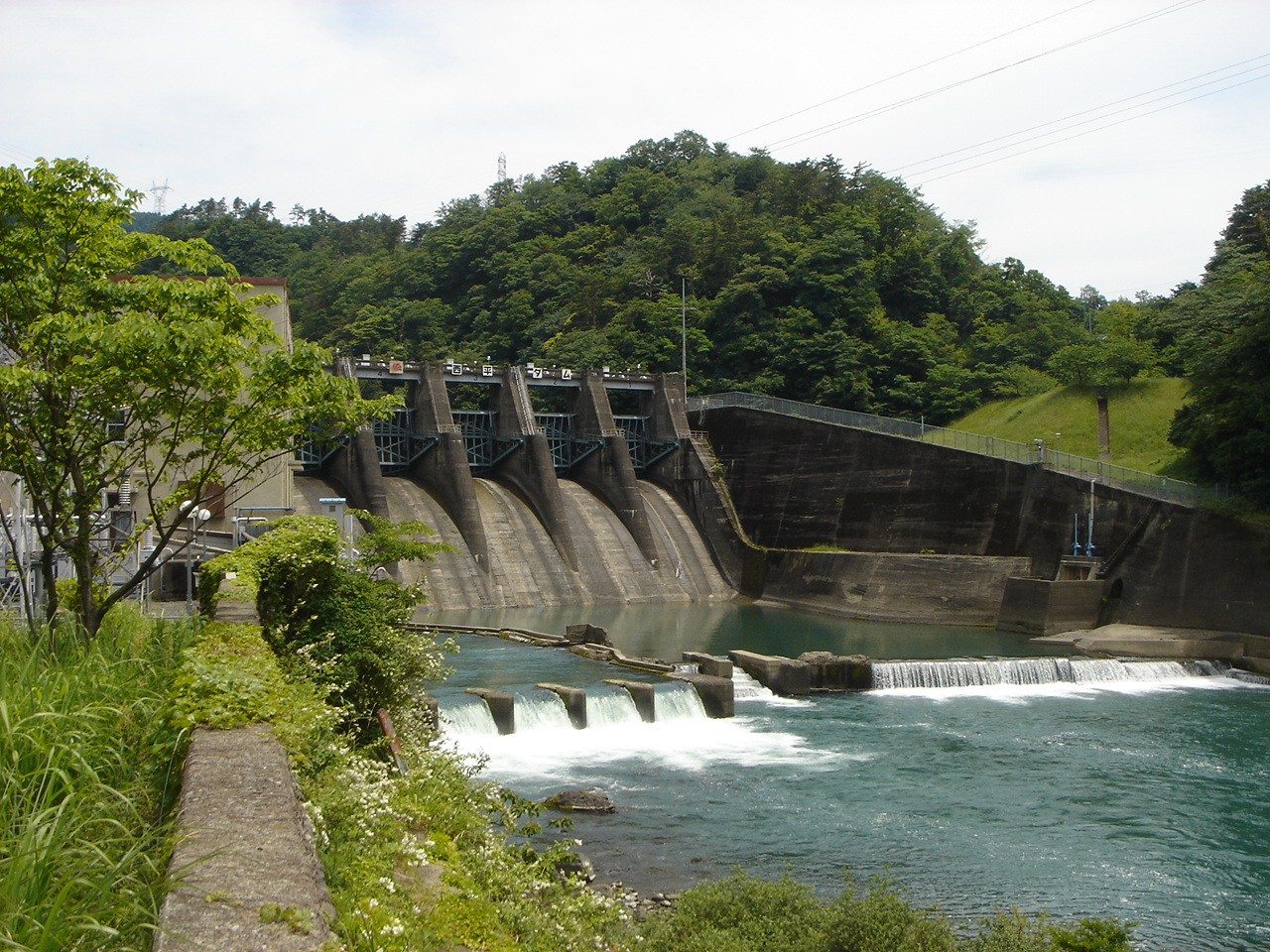
La represa Nishidaira en el río Ibi.

En varios puntos aguas abajo los ríos se unen y luego se separan. Es frecuente que provoquen inundaciones y daños causados por el agua en las áreas cercanas. Por esto en el periodo Edo, se trabajó para planificar diques y otras estructuras que ayudan a controlar los ríos. A finales del siglo XIX, los gobernantes del feudo de Satsuma trabajaron en conjunto con el ingeniero holandés Johannis de Rijke en el control de inundaciones del área.

## Atracciones

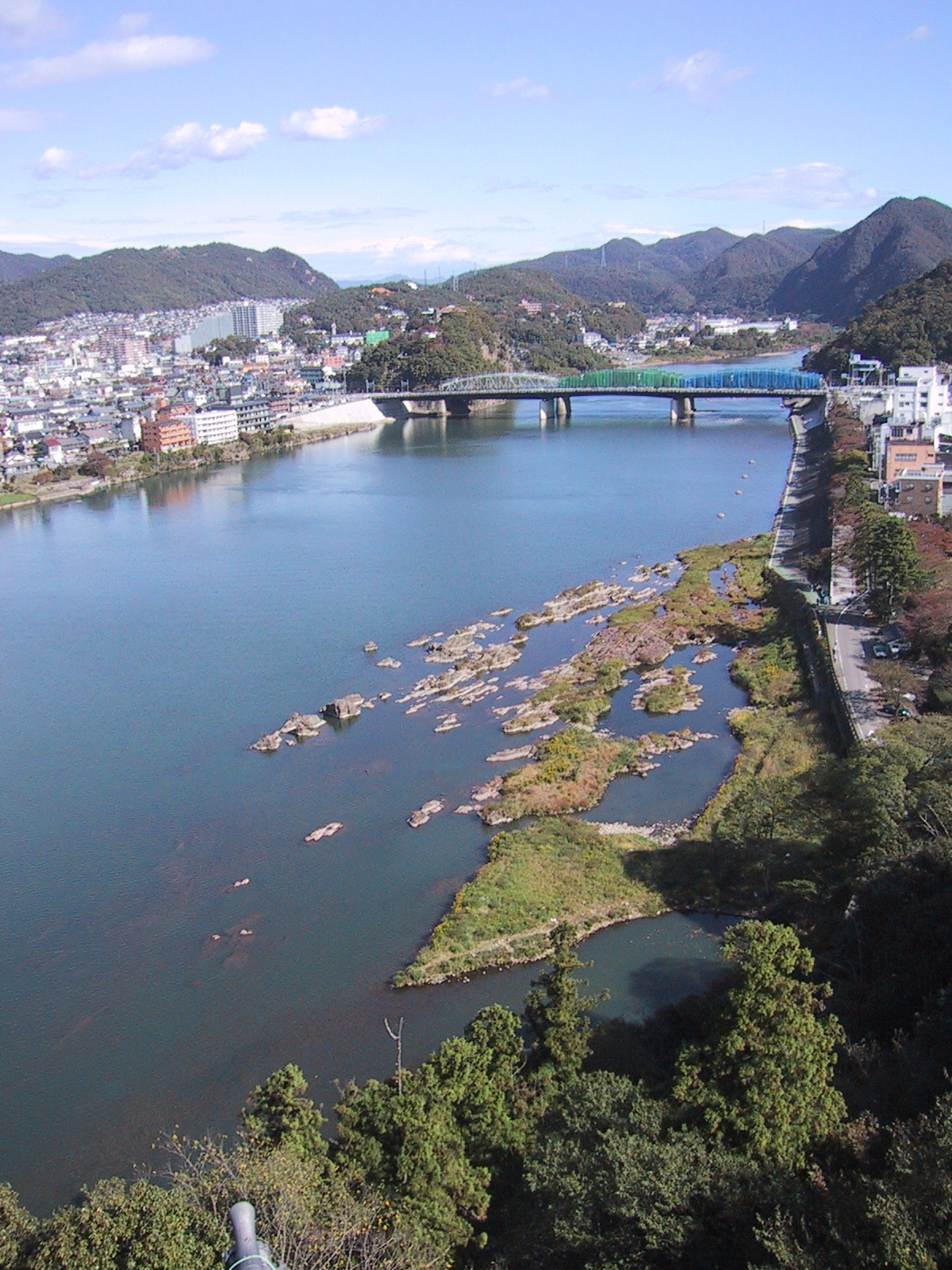
Vista desde el castillo de Inuyama del río Kiso.

El  Parque de los Tres Ríos de Kiso (木曽三川公園 Kiso Sansen Kōen?) está localizado en la ciudad de Kaizu en la prefectura de Gifu. Desde el parque los visitantes pueden ver cada uno de los tres ríos, la bahía de Ise y las montañas que rodean la llanura de Nōbi.